# Заколе-Вікторово
Заколе-Вікторово (пол. Zakole-Wiktorowo) — село в Польщі, у гміні Мінськ-Мазовецький Мінського повіту Мазовецького воєводства.
Населення — 192 особи (2011).
У 1975-1998 роках село належало до Седлецького воєводства.

## Демографія
Демографічна структура станом на 31 березня 2011 року:
|          | Загалом | Допрацездатний вік | Працездатний вік | Постпрацездатний вік |
| -------- | ------- | ------------------ | ---------------- | -------------------- |
| Чоловіки | 97      | 17                 | 72               | 8                    |
| Жінки    | 95      | 21                 | 56               | 18                   |
| Разом    | 192     | 38                 | 128              | 26                   |